# Конфлуенс (Пенсилванија)
Конфлуенс (енгл. Confluence) град је у америчкој савезној држави Пенсилванија.

## Демографија
По попису из 2010. године број становника је 780, што је 54 (-6,5%) становника мање него 2000. године.
| Група             | 2000.       | 2010.       |
| Белци             | 828 (99,3%) | 741 (95,0%) |
| Афроамериканци    | 2 (0,2%)    | 2 (0,3%)    |
| Азијати           | 0 (0,0%)    | 2 (0,3%)    |
| Хиспаноамериканци | 2 (0,2%)    | 13 (1,7%)   |
| Укупно            | 834         | 780         |